# عقد 70
عقد 70 هو عقد امتد بين 1 يناير 70 و31 ديسمبر 79 بحسب التقويم الميلادي. سبقه عقد 60 ولحقه عقد 80.

## أحداث
- ثوران جبل فيزوف في 79 (079)

## مواليد
- هادريان (076)
- سامي الفهري (075)
- زانج هينج (078)

## وفيات
- تيبيريوس كلاوديوس بالبيلوس (079)
- لينوس (079)
- توما (072)
- هيرو السكندري (075)
- بلينيوس الأكبر (079)
- فسبازيان (079)

## كتب
- Yves Denis Papin (1998). Chronologie de l'histoire ancienne. Lieu de publication non identifié: Éditions Jean-paul Gisserot. ISBN:2-87747-346-5. OCLC:40746926. مؤرشف من الأصل في 2022-03-16.
- موسوعة حضارة العالم (2002) لأحمد محمد عوف.

## روابط خارجية
- تصفح سنة بسنة عقد 70 على موقع onthisday.com
- تصفح سنة بسنة عقد 70 ابتداءً من سنة عقد 70 على موقع المكتبة الوطنية الفرنسية